# Noah Alef
Noah Alef (Jequié, 13 de Dezembro de 1999) é um modelo internacional brasileiro, de etnia pataxó, sendo um dos primeiros modelos indígenas do país. A par da carreira como modelo, Alef tem vindo a desenvolver um trabalho de sensibilização e ativismo em prol dos povos indígenas do Brasil.
Noah Alef nasceu na periferia Jequié, no interior da Bahia, filho de mãe costureira, no seio de uma família humilde de etnia pataxó. O avô é índio, e a avó igualmente costureira. Segundo Alef a avó é a sua fã número um, inclusive fazendo as roupas que usa.
No começo da adolescência foi vítima de bullying, em consequência da altura e das suas longas pernas, que lhe renderam apelidos como "canela de sabiá", por vezes acompanhado de uma imitação barata do canto do pássaro, com alguém batendo a mão na boca e emitindo “uh uh uh”, fazendo com que na época tivesse uma baixa autoestima. A baixa autoestima e o medo do preconceito fizeram com que chegasse a querer renegar a origem indígena, problemas hoje superados através da valorização dos traços e raízes indígenas obtida enquanto modelo profissional. Não obstante, Alef declara enfrentar diariamente o preconceito, sobretudo sob a forma dos estereótipos formados sobre indígenas, como a surpresa por saber usar um celular, ou ter nascido numa cidade e não numa aldeia indígena, por usar roupas e usar tecnologia, ou falar português em vez de uma língua nativa.
Trabalhou inicialmente como empacotador  na mesma empresa em que a mãe trabalhava costurando, fazendo trabalhos ocasionais como ajudante de pintor, distribuindo panfletos e como ajudante de barman.
Alef mora em Jequié com a mãe e familiares. Ali se encontrava quando ocorreu a calamidade provocada pelas grandes chuvas no interior da Bahia, tendo sido voluntário no apoio à população da cidade quando esta foi atingida pelas enchentes.
É adepto do São Paulo, declarando-se fã dos Racionais e de Brô MC's, primeiro grupo de rap indígena do Brasil. Alef afirmou pretender cursar Odontologia, quando tivesse disponibilidade financeira para o fazer.

## Carreira
Alef afirma ter tido interesse pela moda desde cedo, em virtude do meio de costureiras em que vivia, profissão exercida pela sua mãe. Foi descoberto durante a pandemia de Covid-19 pelo scouter baiano Vivaldo Marques, a partir de uma das redes sociais em que participava, o Instagram. Vivaldo Marques apresentou -o à Way Model, de Anderson Baumgartner, empresa que o agencia no Brasil. A altura de 1.85 metros, que no passado motivara o bullying e a baixa autoestima, acabou sendo decisiva na seleção para a Way Model. O avô de Alef, índio, usou a aposentadoria para pagar a viagem do rapaz para São Paulo, onde pôde fazer as provas de modelagem para a Way Model.
A estreia ocorreu na São Paulo Fashion Week (SPFW) de 2020. Alef estrelou campanhas para a Hering, Renner, Farm e À La Garçone, sendo fotografado para editoriais da Vogue e da GQ Portugal. O editorial inicial da Vogue foi assinado pelo estilista Henrique Sca , ele próprio de origem pataxó.
Em junho de 2021, participou da SPFW N51, juntamente com Sam Porto, primeiro homem trans a participar no evento, que decorreu sob o tema da Diversidade.
Em novembro do mesmo ano, desfilou na SPFW N52 para as marcas João Pimenta, Misci, Isaac Silva, Ponto Firme e Handred Studio.
Em janeiro de 2022, com 22 anos, assinou contrato com a Next Model de Londres e Milão, com a Uno, em Barcelona e Madri, e com a Model Werk, na Alemanha, para onde partiu a 6 de fevereiro desse ano.
Em abril de 2022 foi destaque no GShow, por ocasião do Dia do Índio, comemorado em 19 desse mês.
Em junho de 2022, Alef modelou para as grifes italianas DSQuared2 e Giorgio Armani, durante a Semana de Moda de Milão.
Participou num dos desfiles de moda da novela Verdades Secretas II.

## Ativismo
Com o início da carreira como modelo, Alef afirma ter começado utambém m trabalho de valorização de pessoas negras e indígenas ao mesmo tempo que iniciou a sua carreira no mundo da moda, visando a valorização dos traços e das raízes das pessoas, contribuindo para uma maior autoestima, problema que o havia afetado no passado.Nesse sentido, declara ter como foco e missão pessoal na modelagem a valorização da beleza indígena, e o aumento da visibilidade do povo pataxó, assim como dos problemas que a nação pataxó atualmente enfrenta, em questões como o território, saúde, e a educação. Alef tem destacado, em particular, a questão da invasão das terras, sobretudo por garimpeiros de atuação ilegal, "que expulsam e ameaçam nosso povo".
No final de agosto de 2021, participou junto com mais de 6 mil indígenas na ocupação da Esplanada dos Ministérios em Brasília, lutando contra o Marco temporal.